# Anavitória Canta para Foliões de Bloco, Foliões de Avenida e Não Foliões Também
Anavitória Canta para Foliões de Bloco, Foliões de Avenida e Não Foliões Também é o terceiro EP do duo brasileiro Anavitória, lançado em 2 de fevereiro de 2018 através da Universal Music. O EP são canções que busca reviver a tradição da década de 1950, no qual artistas da música popular brasileira lançavam álbuns especialmente dedicado ao Carnaval.

## Desenvolvimento
"Clareiamô" é a única canção inédita presente no EP, composta pelo duo em parceria com Saulo Fernandes. "Vem Meu Amor", composta por Silvio e Guio, foi o tema do Carnaval de 1992 do grupo baiano Olodum e ganhou reconhecimento nacional em 1997 pela Banda Eva no álbum Banda Eva Ao Vivo. "Me Abraça", de Jorge Xaréu e Roberto Moura, foi o sucesso da Banda Eva no álbum Hora H, em 1995. A última canção, "Baianidade Nagô", composta por Evandro Rodrigues, é a canção de maior destaque da Bamdamel, incluída no álbum Negra 1991.

### Arte gráfica
A capa do EP mostra colagem de ilustrações do artista Laurindo Feliciano, representando o paraíso em que todos os tipos de seres vivos estão em harmonia.

## Lista de faixas
| N.º            | Título                                        | Compositor(es)                       | Duração |  |
| 1.             | "Clareiamô" (participação de Saulo Fernandes) | Ana Caetano Vitória Falcão Fernandes | 3:46    |  |
| 2.             | "Vem Meu Amor"                                | Silvio Guio                          | 2:34    |  |
| 3.             | "Me Abraça"                                   | Jorge Xaréu Roberto Moura            | 3:04    |  |
| 4.             | "Baianidade Nagô"                             | Evandro Rodrigues                    | 4:11    |  |
| Duração total: | Duração total:                                | Duração total:                       | 13:38   |  |

## Trilha sonora
- "Me Abraça" fez parte da trilha sonora da novela das nove Segundo Sol, da Rede Globo.

## Histórico de lançamento
| País   | Data                   | Formato          | Gravadora       |
| ------ | ---------------------- | ---------------- | --------------- |
| Brasil | 2 de fevereiro de 2018 | Download digital | Universal Music |